# Alexis Conran
Alexis Conran (ur. 18 stycznia 1972 w Paryżu) – brytyjski aktor, prezenter telewizyjny i były iluzjonista.
Ojciec Conrana był nałogowym hazardzistą, przez co popadł w długi. Gdy chłopiec miał 7 lat, jego rodzice rozwiedli się. Był wychowywany przez matkę oraz dziadków. Dzieciństwo spędził w Grecji. W wieku 16 lat wyjechał do Londynu, gdzie nadal mieszka.
Dużo czasu spędzał na nauce gier i sztuczek karcianych. Zdobył dużą wiedzę na temat oszustw i kieszonkowców. Pewnego razu, zaproszony do gry w pokera, zauważył, że jeden z graczy oszukuje. Wykorzystując swoje umiejętności sprawił, że oszust mimo wszystko przegrał. To wydarzenie zapoczątkowało jego karierę.
Opisywał różne rodzaje oszustw oraz radził, jak się ich ustrzec.
Jest współautorem (razem z Paulem Wilsonem) i gwiazdą serialu Prawdziwe przekręty nadawanego przez BBC w latach 2006-2012. Ponadto wystąpił w 2 odcinkach 5. sezonu serialu Budząc zmarłych jako Michael Sherman. Wystąpił także w reklamie leku przeciwwirusowego Zovirax. W roku 2000 wziął udział w teledysku „Insomniac Olympics” grupy Blockhead. W tym samym roku zagrał epizodyczną rolę Księcia Ali w miniserialu Baśnie tysiąca i jednej nocy.
Jest kibicem angielskiego klubu Manchester United.